# خواكيم شتوك
خواكيم شتوك (بالألمانية: Leonhard Stock)‏ هو متزحلق جبال الألب نمساوي، ولد في 14 مارس 1958 في Finkenberg ‏ في النمسا.

## وصلات خارجية
- خواكيم شتوك على موقع الاتحاد الدولي للتزلج (التزلج على المنحدرات الثلجية) (الإنجليزية)
- خواكيم شتوك على موقع أوليمبيديا (الإنجليزية)